# شهرستان جرمی
شهرستان جرمی (به لاتین: Jérémie Arrondissement) یک منطقهٔ مسکونی در هائیتی است که در شهرستان گرندآنسه واقع شده‌است. شهرستان جرمی ۸۱۸٫۰۲ کیلومتر مربع مساحت و ۲۳۸٬۲۱۸ نفر جمعیت دارد.